# 루이스 블랑코 가리도
루이스 블랑코 가리도(스페인어: Luis Blanco Garrido, 1978년 5월 31일, 카탈루냐 주 산타 쿨로마 데 그라메네트 ~)는 스페인의 전직 축구 선수이자 감독으로, 현역 시절 우측 미드필더로 활약했다.

## 선수 경력
카탈루냐 주 바르셀로나 도 산타 쿨로마 데 그라메네트 출신인 블랑코는 그라메네트 유소년부를 졸업하여 1995년 5월 21일에 불과 16세의 나이로 1-1로 비긴 무르시아와의 세군다 디비시온 B 안방 경기에서 후반 교체로 들어가 신고식을 치렀다. 1997-98 시즌, 당시 19세였던 그는 이미 그라메네트의 주축 선수로 도약했다.
1998년 블랑코는 에스파뇰로 이적해 입단 직후 3부 리그의 2군 선수로 편성되었다. 그는 1999년 7월 17일에 0-2로 패한 몽펠리에와의 그 해 인터토토컵 안방 경기에서 1군 신고식을 치렀다.
2001년, 블랑코는 그라메네트에 복귀했지만 2003년 1월에 시즌 내내 출전 기회를 좀처럼 잡지 못하며 테르세라 디비시온의 바달로나로 이적했다. 2010년 5월, 그는 2003-04 시즌에 3부 리그 승격을 1차례 이룩한 후 구단을 떠났다.
블랑코는 2010년 7월에 3부 리그 산트 안드레우와 계약에 합의를 보았고, 그는 2012년에 34세로 현역에서 은퇴하기 전까지 주전으로 기용되었다.

## 감독 경력
2013년 6월 11일, 블랑코는 전 소속 구단 바달로나의 수석 코치로 피티 벨몬테 감독을 보좌했다. 2014년 6월 24일, 그는 선수 시절 거쳤던 또다른 구단인 에스파뇰에 합류해 2군의 류이스 플라나구마 감독을 보좌할 수석코치가 되었다.
2017년, 블랑코는 에스파뇰의 청년부 A 감독으로 명명되었다. 그는 2018-19 시즌에 청년부 B의 감독을 맡다가 2019년에 청년부 A로 부서를 옮겼고, 2021년 3월 24일에 호세 아우렐리오 가이 감독이 경질되면서 다시 성인 2군으로 옮겼다.
2022년 5월 13일, 블랑코는 비센테 모레노 감독의 해임으로 공석이 된 1군의 임시 감독으로 지명되었다. 그가 지휘한 첫 라 리가이자 첫 프로경기는 발렌시아와의 안방 경기로 앵무새 군단은 이 경기에서 1-1 무승부를 거두었다.